# Omar al-Bashir
Omar Hasan Ahmad al-Bashir (Arabisch: عمر حسن احمد البشير) (Hosh Bannaga, 1 januari 1944) is een Soedanees voormalig militair leider en voormalig president van Soedan. Hij heeft de rang van veldmaarschalk.

## Biografie
Al-Bashir vocht aan Egyptische zijde mee in de Jom Kipoeroorlog van 1973. Hij kwam aan de macht door een militaire staatsgreep op 30 juni 1989 als het hoofd van de Revolutionaire Commandoraad voor Nationale Redding. Hij werd aanvankelijk sterk door de fundamentalistische moslimleider Hassan al-Turabi beïnvloed. In 1991 werd er een strenge islamitische wetgeving ingevoerd, waarbij de doodstraf kwam te staan op apostasie (geloofsafval). Ook werden aan vrouwen grote beperkingen opgelegd en werden er weer lijfstraffen ingevoerd.
Op 16 oktober 1993 werd hij formeel president. In 1996, 2000, 2010 en 2015 werd hij herkozen, waarbij zijn partij (het Nationaal Congres) in 2015 ruim 94% van de stemmen kreeg. De verhouding met Al-Turabi bekoelde in de loop der jaren, en de voormalige bondgenoot bracht enkele periodes door in gevangenschap.
In april 2019 werd Al-Bashir, na een leiderschap van 30 jaar, afgezet door de Soedanese Volkskrijgsmacht.

## Vervolging om genocide
Op 14 juli 2008 maakte hoofdaanklager Luis Moreno van het Internationaal Strafhof in Den Haag bekend een arrestatiebevel te willen laten uitvaardigen tegen Al-Bashir, die persoonlijk verantwoordelijk zou zijn voor genocide in het conflict in de West-Soedanese regio Darfur.
Op 4 maart 2009 verkondigde het Strafhof Al-Bashir te zullen vervolgen voor oorlogsmisdaden en misdaden tegen de menselijkheid in Darfur. Het was voor het eerst dat een zittend president door dit Strafhof wordt vervolgd. Soedan liet weten de president niet uit te zullen leveren. Al-Bashir noemde de aanklacht "een westerse samenzwering". Dezelfde dag nog kondigde de Soedanese regering aan zes internationale hulporganisaties, waaronder Artsen zonder Grenzen, het land uit te zetten.
Het in Hilversum (Nederland) gevestigde station Radio Darfur, dat naar de regio uitzendt, zei veel telefoontjes te hebben gekregen van de meest uiteenlopende Darfuri's die erg verheugd waren over de aankondiging van het Strafhof.
In een interview tegenover de Britse krant The Guardian in april 2011 gaf Al-Bashir met betrekking tot Darfur toe verantwoordelijk te zijn 'voor alles wat er in het land gebeurt', maar hij zei dat het conflict daar wordt verdraaid en overdreven in de westerse media. 'Het is als regering onze plicht om tegen opstandelingen te vechten. Maar we vechten niet tegen het volk van Darfur,' zei de president.

## Staatsgreep
Ten gevolg van een economische crisis ontstonden in december 2018 grote demonstraties in verschillende Soedanese steden. De bevolking protesteerde niet alleen tegen de stijgende voedselprijzen, maar eiste ook het aftreden van president Al-Bashir. Omdat de protesten aanhielden, riep Al-Bashir op 22 februari 2019 de noodtoestand uit. Tijdens een militaire staatsgreep op 11 april van dat jaar werd de president na dertig jaar afgezet en opgepakt door de Soedanese Volkskrijgsmacht. Generaal Ahmed Awad Ibn Auf nam de macht over, maar kreeg eveneens te maken met hevige protesten, omdat hij werd gezien als een hoofdfiguur van de oude regering en weigerde om Al-Bashir uit te leveren aan het Internationaal Strafhof.